# Дехконобод (Раштский район)
Дехконобод (тадж. Деҳқонобод; до 2009 г. — Кизрок, тадж. Қизроқ) — деха́ (сельский населённый пункт) в Раштском районе РРП Таджикистана. Входит в состав сельской общины (джамоата дехота) имени Нусратулло Махсума. Расстояние от села до центра района (пгт Гарм) — 15 км, до центра джамоата (село Казнок) — 3 км. Население — 1121 человек (2017 г.), таджики. Население в основном занято сельским хозяйством (животноводство и растениводство). Земли орошаются главным образом водами горных источников.